# Вігендорф
Вігендорф (нім. Wiegendorf) — громада в Німеччині, розташована в землі Тюрингія. Входить до складу району Ваймарер-Ланд. Складова частина об'єднання громад Меллінген.
Площа — 4,04 км2. Населення становить 332 ос. (станом на 31 грудня 2021).